# Cancionero de Medinaceli
El Cancionero de Medinaceli o Cancionero Musical de Medinaceli (CMM) es un manuscrito que contiene música española del Renacimiento. Fue copiado en la segunda mitad del siglo XVI y se conservó en la Biblioteca de la Casa del Duque de Medinaceli, de donde procede su nombre. Probablemente, constituye la recopilación de polifonía profana española de la época renacentista más importante después del Cancionero de Palacio.

## El manuscrito
El manuscrito se compone de 209 folios y mide 307 x 215 mm. En él intervinieron un copista principal y dos o tres copistas adicionales. Se cree que fue compilado en Andalucía, en torno a Sevilla. Una inscripción parcialmente legible parece sugerir que perteneció a un monasterio en Jerez de la Frontera. Posteriormente perteneció a Luis Fernández de Córdoba y Salabert (1880-1956), decimoséptimo Duque de Medinaceli, en cuya biblioteca se custodió (de ahí la referencia que puede verse en algunas fuentes antiguas: Madrid, Biblioteca de la Casa del Duque de Medinaceli, Ms 13230). Sin embargo, es posible que perteneciera a la familia de Medinaceli desde un periodo anterior. En la década de 1960, la Biblioteca de Medinaceli fue adquirida por el financiero y abogado Bartolomé March Servera, quedando el manuscrito custodiado en la Biblioteca de Bartolomé March, en Madrid. Tras la muerte del financiero en 1998, la biblioteca quedó en depósito en la Fundación Bartolomé March, en Palma de Mallorca. A finales del 2005, la biblioteca fue declarada de interés público por el gobierno balear, existiendo actualmente un litigio entre este y los herederos de Bartolomé.
El manuscrito fue estudiado y transcrito por el musicólogo Miquel Querol Gavaldá (C.S.I.C. Barcelona. 1949-1950).

## Las obras
El libro contiene 177 obras, de las cuales 100 son profanas y el resto religiosas. El género musical mejor representado en el repertorio profano es el madrigal, contando también con villancicos y romances.
Cuenta con obras de los siguientes compositores: Cristóbal de Morales (16 obras), Ginés de Morata (11), Juan Navarro (8), Francisco Guerrero (7), Rodrigo de Ceballos (7), Diego Garçón (7), Cipriano (podría ser Cipriano de Soto) (6), Bernal Gonçales (4), Pedro Guerrero (3), Antonio Cebrián (3), Ortega (1), Fray Juan Díaz (1), Matías Chacón (1), B. Farfán (1), Antonio de Cabezón (1), Bartolomé de Escobedo (1), Gerónimo (podría ser Gerónimo de la Cueva Durán) (1), Nicolas Gombert (1), Orlando di Lasso (1). Como puede verse la mayoría de los compositores son andaluces o trabajaron en torno a las catedrales andaluzas. Hay también 43 obras anónimas. En general, éstos compositores pusieron música a villancicos y poemas de literatos como Juan Boscán, Garcilaso de la Vega, Gutierre de Cetina, Jorge de Montemayor, Baltasar del Alcázar, Juan de Leyva y Garci Sánchez de Badajoz.

## Discografía
- El cancionero de Medinaceli 1535-1595. Jordi Savall. Hespèrion XX. Astrée. 1992